# Chiostro delle Rane
Il chiostro delle Rane, anche chiamato chiostro piccolo, è un chiostro situato all'interno del complesso della chiesa di Santa Maria delle Grazie di Milano.

## Storia e descrizione
Il chiostro delle rane è situato tra la chiesa e la sagrestia e vi si accede dal fondo della chiesa, oppure da via Caradosso attraverso un ingresso con stipiti in marmo e sormontato da una cornice con su scritto in latino LAVS DEO, coperta da una tettoia. Esso prende il nome dalla fontana circolare posta al centro del piccolo chiostro adiacente alla chiesa che è ornata da quattro statue in bronzo raffiguranti delle rane che sputano acqua. Il chiostro fu realizzato verso la fine del Quattrocento, probabilmente in concomitanza coi rifacimenti della tribuna bramantesca: non unanime tuttavia è l'attribuzione del progetto del chiostro al Bramante autore della tribuna della chiesa. Il chiostro si presenta di forma quadrata, con cinque campate per lato con colonne di ordine corinzio in pietra di Saltrio, a reggere archi a tutto sesto con archivolto in cotto e serraglie a forma di mensola con medaglioni nei pennacchi: la soluzione è chiaramente ripresa dal porticato della ca' Granda del Filarete, a sua volta omaggio allo spedale degli Innocenti del Brunelleschi. Il paramento murario risulta decorato da graffiti con motivi a onde e vegetali, ma la presenza di un solo strato di intonaco fa pensare che non si tratti di un lavoro definitivo, bensì di una finitura provvisoria per un progetto rimasto incompiuto. Si ritiene che probabilmente anche i profili in cotto dovessero avere in origine una decorazione in bianco simulante il marmo, evidentemente simile alla cornice interna della tribuna. Sul lato nord si presenta l'ingresso della Sagrestia Vecchia decorato con una lunetta affrescata dal Bramantino raffigurante la Vergine con Bambino tra i santi, quali San Giacomo e San Luigi. È presente anche un'altra lunetta affrescata del chiostro sempre attribuita, seppur non unanimemente, al Bramantino che raffigura Santi che pregano la Vergine, di cui oggi è riconoscibile solo San Pietro Martire.